# Estació de Rubí Centre
|  | Per a l'estació de Rodalies de Catalunya vegeu Estació de Rubí (Adif) |

Rubí Centre, anteriorment Rubí, és una estació de ferrocarril propietat de Ferrocarrils de la Generalitat de Catalunya (FGC) situada a la Plaça Pearson de la població de Rubí a la comarca del Vallès Occidental. L'estació es troba a la línia Barcelona-Vallès per on circulen trens de la línia S1.
L'estació original es va inaugurar l'any 1918 quan es va inaugurar el tram entre Sant Cugat Centre i Rubí, per part de l'empresa Ferrocarrils de Catalunya (FCC) que estava ampliant el Tren de Sarrià cap al Vallès. L'any 1993 es va obrir l'actual edifici a uns metres de l'anterior perquè l'antiga estació havia quedat obsoleta per la seva mida reduïda i pel projecte de soterrament de la línia al centre de la ciutat. L'antiga estació es va conservar i es va transformar en sala d'exposicions com a subseu del Museu Municipal Castell.
L'any 2019 va registrar l'entrada de 2.676.565 passatgers.

## Serveis ferroviaris
| Línia Barcelona-Vallès de FGC |                  |       |           |                         |
| Procedència/Destinació        | <                | Línia | >         | Procedència/Destinació  |
| Barcelona - Pl. Catalunya     | Hospital General |       | Les Fonts | Terrassa Nacions Unides |